# Flammenprojektor

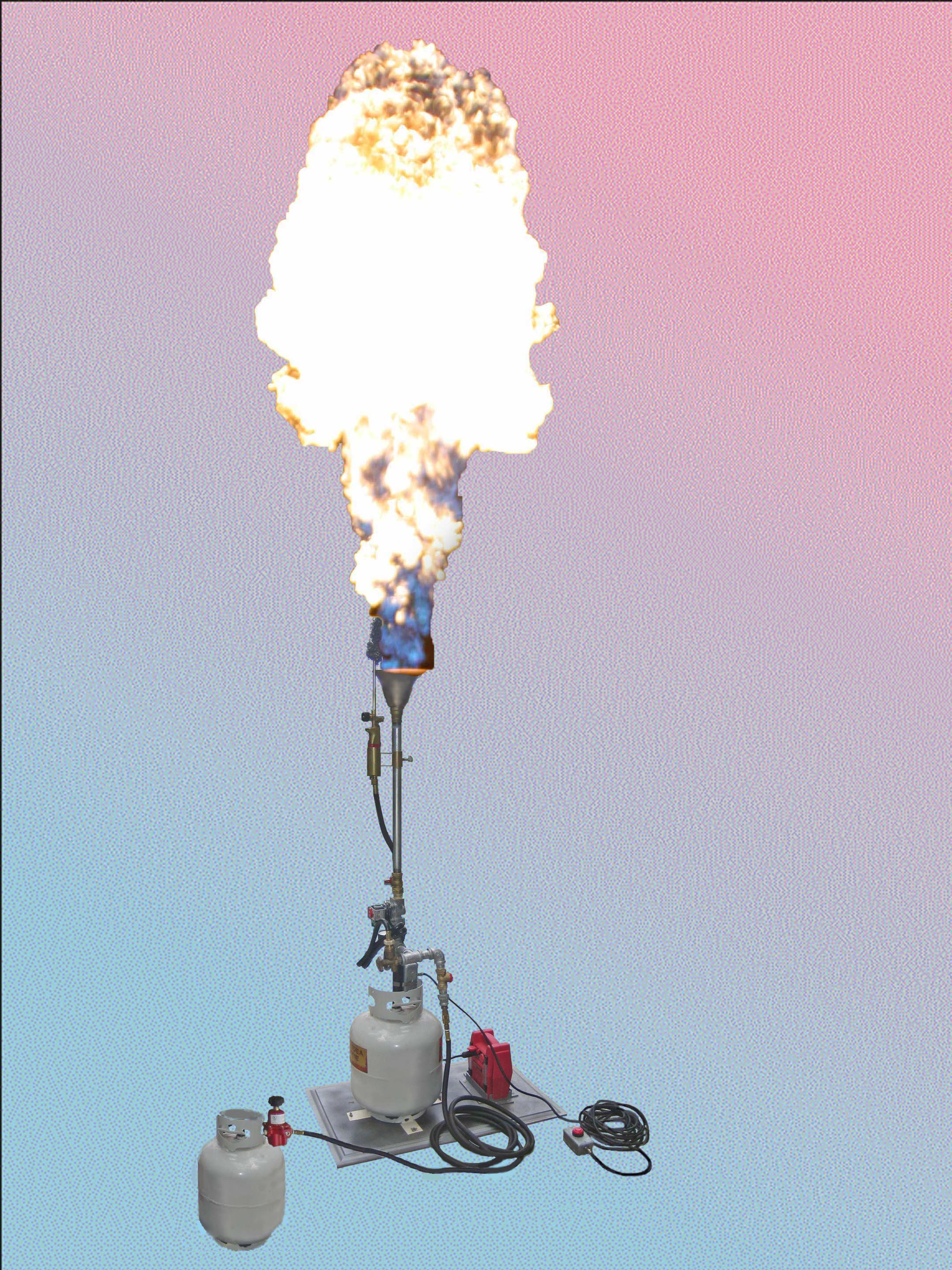
Ein Flammenprojektor

Ein Flammenprojektor ist ein Gerät, welches kontrolliert eine Stichflamme erzeugt.
Flammenprojektoren werden bei Bühnenveranstaltungen als pyrotechnischer Effekt eingesetzt.
In einem Flammenprojektor wird ein brennbarer Stoff, in der Regel Propangas oder Lycopodium, in die Luft geblasen und durch eine Zündquelle in Brand gesetzt. Durch die Form und den Durchmesser der Austrittsdüse sowie durch den Druck werden Form und Höhe der Flamme eingestellt.
Im Falle von Propangas wird das Gas über eine Austrittsdüse in die Luft geschossen und mit einem Lichtbogen gezündet. Zur Freigabe des Gases wird in der Regel ein Magnetventil eingesetzt. Das Gas erzeugt eine Pilzform und verbrennt mit einer rot-orangen Flamme. Die Gaszufuhr wird über einen zentralen Tank sowie Druckschlauchleitungen geregelt.
Bei Lycopodium-Flammenprojektoren wird ein Gemisch aus Bärlappsporen (Lycopodium) und Luft in die Luft geblasen und gezündet. Wie bei einer Mehlstaubexplosion entsteht hierbei ein Feuerball in der Luft.
Durch den Zusatz von anderen chemischen Substanzen können auch andere Flammenfarben erzeugt werden, etwa Rot, Gelb oder Grün.
Die meisten Flammenprojektoren lassen sich über DMX steuern. In der Regel besitzen sie zwei DMX-Kanäle, einer ist der Impulskanal, der andere der Freischaltkanal. Eine Flamme kann nur gezündet werden, wenn beide Kanäle einen bestimmten DMX-Wert annehmen, etwa 50–100 auf dem Impulskanal und gleichzeitig 255 auf dem Freischaltkanal. Einige Geräte verfügen über LED-Lampen, die blinken, sobald die Freischaltung erfolgt.